# Єзьоркі (Свецький повіт)
Єзьоркі (пол. Jeziorki, нім. Jeziorken) — село в Польщі, у гміні Льняно Свецького повіту Куявсько-Поморського воєводства.
Населення — 276 осіб (2011).
У 1975-1998 роках село належало до Бидгощського воєводства.

## Демографія
Демографічна структура станом на 31 березня 2011 року:
|          | Загалом | Допрацездатний вік | Працездатний вік | Постпрацездатний вік |
| -------- | ------- | ------------------ | ---------------- | -------------------- |
| Чоловіки | 133     | 37                 | 84               | 12                   |
| Жінки    | 143     | 31                 | 89               | 23                   |
| Разом    | 276     | 68                 | 173              | 35                   |